# Margot Duhalde
Margot Duhalde Sotomayor (Río Bueno, 12 de diciembre de 1920-Santiago, 5 de febrero de 2018) fue una aviadora chilena de origen vasco, la primera mujer piloto de guerra de su país y una de las pioneras de la aviación hispanoamericana.

## Biografía

### Familia y estudios
Fue hija del agricultor Alfonso Maximiliano Duhalde Bahamonde (Río Bueno, 1897-Santiago, 1976) y Rosa Sotomayor Arriagada (Osorno, 1900-Santiago, 1965). Tuvo once hermanos: Lautaro, Pedro, Rosa, Aquiles, Aurora, Francisco, Luis Alberto, Alonso, Alfonso, Yvette y Arlette Duhalde Sotomayor; de ellos, Francisco, Alonso e Yvette también fueron aviadores.
Estudió en el Liceo de Osorno y más tarde en el Liceo N.º 3 de Santiago.
Se casó en tres ocasiones: con Alfredo Burgos Subiabre, Luis Vicente Martínez-Conde Rodríguez y Charles German Price Contreras. Con su segundo esposo tuvo a su único hijo, Fernando Martínez-Conde Duhalde (1958), y más tarde a dos nietos.

### Carrera como piloto
A los dieciséis años quiso ser aviadora; mintió sobre su edad para hacer el curso de piloto de aviación e ingresar al Club Aéreo de Chile como socia. Se graduó de la Escuela de Aviación Civil como piloto civil en 1938, antes de cumplir dieciocho años de edad.
Para mudarse a Europa y combatir en la Segunda Guerra Mundial, engañó a sus padres diciendo que se iría a Canadá para trabajar como instructora de vuelo. En Europa trabajó como piloto de guerra para las fuerzas francesas libres de Charles de Gaulle, y posteriormente fue destinada a Londres (Reino Unido), donde ingresó en la Royal Air Force, en la división Air Transport Auxiliary.
Su misión consistía en trasladar, desde las maestranzas y fábricas, aviones de todo tipo hacia las bases aéreas. Voló más de cien tipos de aviones, entre los que se incluyen cazas y diversos bombarderos ligeros y pesados.
Cuando la guerra terminó, continuó trabajando para la Fuerza Aérea francesa, vivió en Inglaterra y más tarde en Mequinez (Reino de Marruecos).
Entre 1945 y 1946, realizó una gira por América Latina con el objetivo de realizar demostraciones aéreas de aviones franceses. Durante la gira, visitó Argentina, Brasil, Uruguay y Chile. A su regreso a Chiletrabajó como piloto particular y luego como piloto comercial para la aerolínea Lipa-Sur. Posteriormente, trabajó como controladora de tránsito aéreo en la entonces Dirección de Aeronáutica, posteriormente Dirección General de Aeronáutica Civil de Chile, dependiente de la Fuerza Aérea chilena, empleo que mantuvo durante más de cuarenta años.
A lo largo de su carrera, se desempeñó como instructora de vuelo y el 18 de diciembre de 1980 fundó en Punta Arenas una escuela de vuelo que lleva su nombre.

### Retiro y últimos años

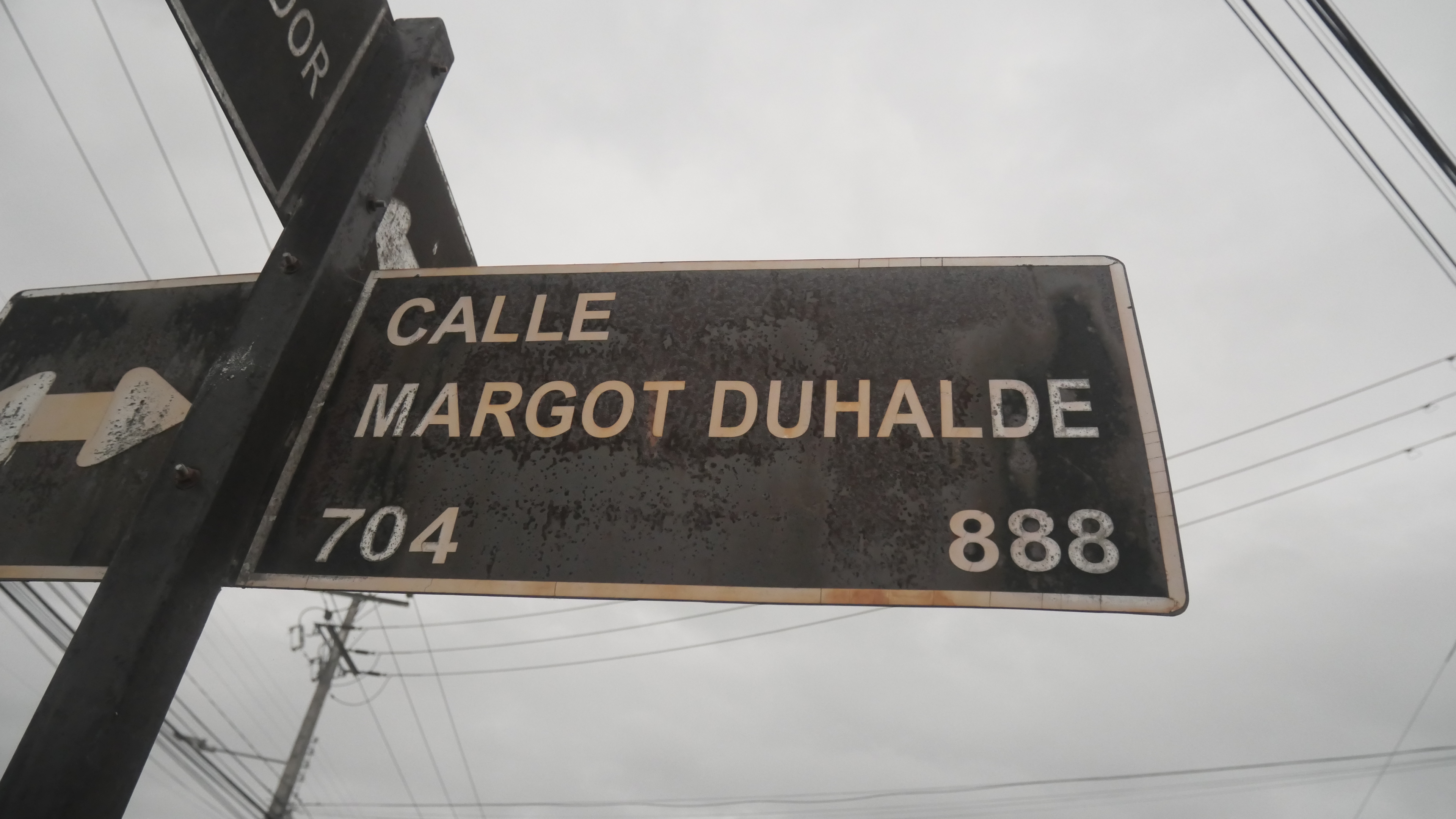
Letrero de la calle Margot Duhalde en Río Bueno.

Escribió un libro autobiográfico, Margot Duhalde. Mujer alada, publicado por la Fundación Arturo Merino Benítez. Asimismo, la escritora Magdalena Silva Valdés publicó Margot Duhalde: aviadora (1991).
Participó en los documentales Spitfire Women (2010), donde se narra la historia de las mujeres piloto de la división Air Transport Auxiliary, y Air Transport Auxiliary (2011), sobre la organización y sus integrantes. En 2016, la municipalidad de Río Bueno bautizó una calle con su nombre.
Falleció en el Hospital de la FACH en la capital chilena, el 5 de febrero de 2018, a la edad de 97 años.

## Reconocimientos
Fue condecorada por organismos oficiales de varios países. Entre los honores recibidos se destacan:

### Órdenes, medallas y condecoraciones
- Cruz al Mérito Aeronáutico de Chile ( Chile, 1987).
- Caballero de la Legión de Honor ( Francia). Por su labor en la Fuerza Aérea libre durante la Segunda Guerra Mundial, otorgado por el gobierno francés.[12]
- Comendador de la Legión de Honor ( Francia, 2006). Ascendida a Comendador de la Legión de Honor por el gobierno francés.[18]
- Croix de guerre 1939-1945 ( Francia).
- Medalla de la Francia Libre ( Francia).
- Medalla de la Defensa ( Reino Unido).
- Medalla de Guerra 1939-1945 ( Reino Unido).
- Medalla al Mérito Santos Dumont ( Brasil, 1985).
- Piloto de Guerra Honoris Causa  ( Chile, 1946).
- Insignia de Veteranos de las Fuerzas Armadas ( Reino Unido, 2009)

### Militar
- Insignia de Veteranos otorgada por el gobierno británico por sus servicios como auxiliar de Transporte Aéreo Británico durante la Segunda Guerra Mundial (2009).[19]

### Grado militar
- Obtuvo el grado de coronel de aviación en el escalafón de Honor de la Fuerza Aérea de Chile.

### Otros reconocimientos
El 18 de mayo de 2023, la Casa de Moneda de Chile anunció a Margot Duhalde como la ganadora de un concurso para escoger a la mujer que aparecería en un nuevo impreso conmemorativo —sin valor monetario— de los 280 años de la institución emisora. El 24 de octubre fue lanzado oficialmente el impreso conmemorativo junto con un sello postal emitido por Correos de Chile.